# Chidiga
Chidiga es una ciudad censal situada en el distrito de Godavari Este en el estado de Andhra Pradesh (India). Su población es de 6364 habitantes (2011). Se encuentra a 4 km de Kakinada y a 176 km de Vijayawada. 

## Demografía
Según el censo de 2011 la población de Chidiga era de 6365 habitantes, de los cuales 3199 eran hombres y 3166 eran mujeres. Chidiga tiene una tasa media de alfabetización del 86,59%, superior a la media estatal del 67,02%: la alfabetización masculina es del 90,96%, y la alfabetización femenina del 82,18%.